# 21991 Zane
21991 Zane este un asteroid din centura principală de asteroizi.

## Descriere
21991 Zane este un asteroid din centura principală de asteroizi. A fost descoperit pe 6 decembrie 1999 la Socorro, New Mexico, în cadrul proiectului LINEAR. Asteroidul prezintă o orbită caracterizată de o semiaxă mare de 2,84 ua, o excentricitate de 0,09 și o înclinație de 3,1° în raport cu ecliptica.